# C16orf54
C16orf54 (англ. Chromosome 16 open reading frame 54) – білок, який кодується однойменним геном, розташованим у людей на 16-й хромосомі. Довжина поліпептидного ланцюга білка становить 224 амінокислот, а молекулярна маса — 24 360.
| 10         |  | 20         |  | 30         |  | 40         |  | 50         |
| ---------- |  | ---------- |  | ---------- |  | ---------- |  | ---------- |
| MPLTPEPPSG |  | RVEGPPAWEA |  | APWPSLPCGP |  | CIPIMLVLAT |  | LAALFILTTA |
| VLAERLFRRA |  | LRPDPSHRAP |  | TLVWRPGGEL |  | WIEPMGTARE |  | RSEDWYGSAV |
| PLLTDRAPEP |  | PTQVGTLEAR |  | ATAPPAPSAP |  | NSAPSNLGPQ |  | TVLEVPARST |
| FWGPQPWEGR |  | PPATGLVSWA |  | EPEQRPEASV |  | QFGSPQARRQ |  | RPGSPDPEWG |
| LQPRVTLEQI |  | SAFWKREGRT |  | SVGF       |  |            |  |            |

A: Аланін

C: Цистеїн

D: Аспарагінова кислота

E: Глутамінова кислота

F: Фенілаланін

G: Гліцин

H: Гістидин

I: Ізолейцин

K: Лізин

L: Лейцин

M: Метіонін

N: Аспарагін

P: Пролін

Q: Глутамін

R: Аргінін

S: Серин

T: Треонін

V: Валін

W: Триптофан

Кодований геном білок за функцією належить до фосфопротеїнів. 
Локалізований у мембрані.